# Pochazia guttifera
Pochazia guttifera är en insektsart som beskrevs av Walker 1851. Pochazia guttifera ingår i släktet Pochazia och familjen Ricaniidae. Inga underarter finns listade i Catalogue of Life.